# Lista de episódios de Suburgatory

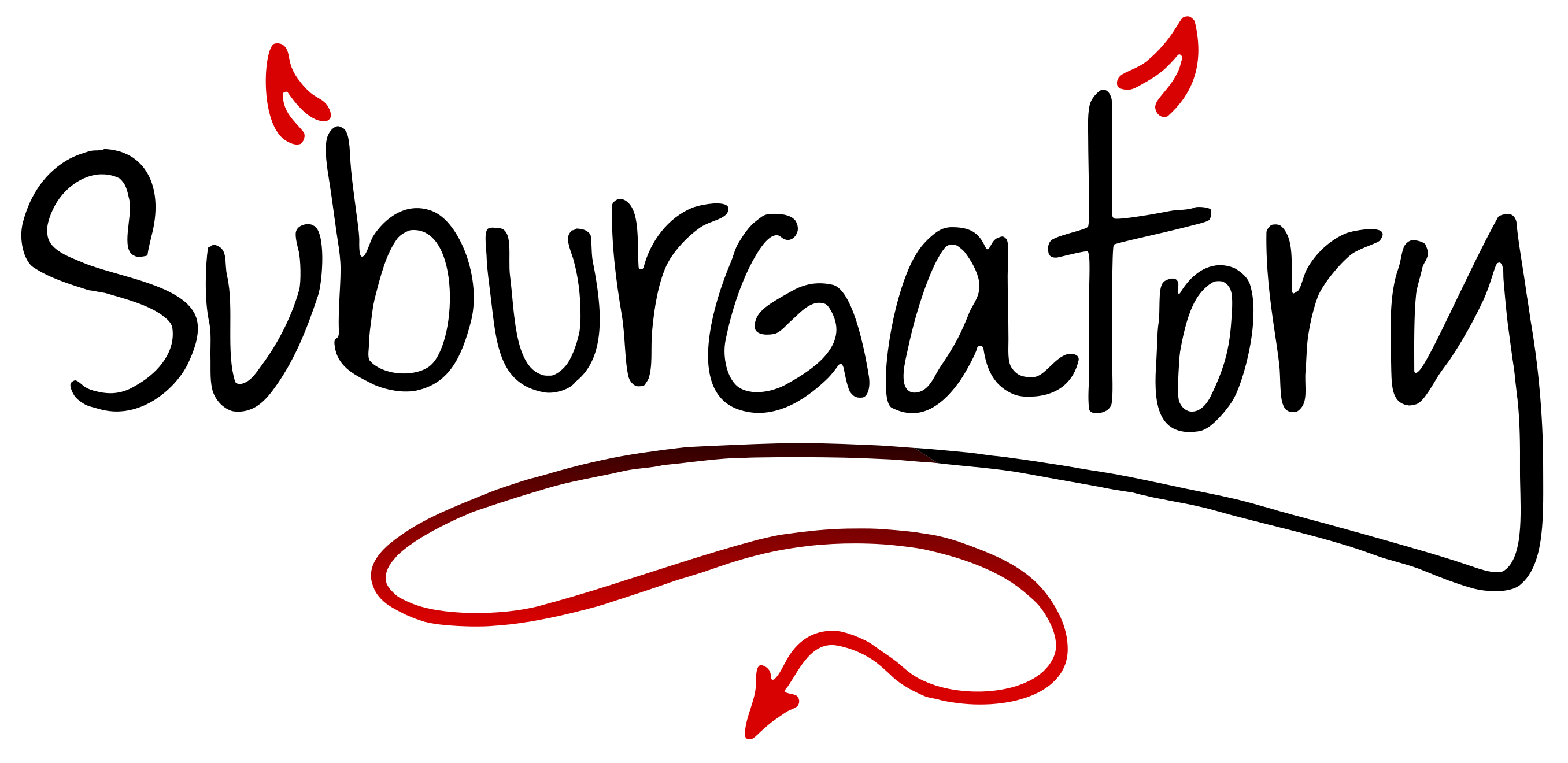
Logotipo da série.

A seguir se apresenta a lista dos episódios de Suburgatory, uma série de televisão estadunidense de comédia de situação transmitida pela rede de televisão ABC desde 28 de setembro de 2011. Conta a história de George (Jeremy Sisto) que ao encontrar preservativos no quarto de sua filha Tessa (Jane Levy), se mudam para um subúrbio com o objetivo de protegê-la.
A primeira temporada de Suburgatory estreou na noite de 28 de setembro de 2011, com a transmissão do episódio piloto, e terminou em 16 de maio de 2012 do ano seguinte, totalizando vinte e dois episódios assistidos por uma média de 7.25 milhões de domicílios. A segunda temporada foi lançada quatro meses após a jornada anterior com seu término em 17 de abril de 2012. Após a renovação de contrato, a ABC confirmou a terceira temporada em 10 de maio de 2013.

## Resumo
| Temporada | Temporada | Episódios | Exibição original      | Exibição original   | Lançamento do DVD      | Lançamento do DVD    | Lançamento do DVD     |
| Temporada | Temporada | Episódios | Season premiere        | Season finale       | Região 1               | Região 2             | Região 4              |
| --------- | --------- | --------- | ---------------------- | ------------------- | ---------------------- | -------------------- | --------------------- |
|           | 1         | 22        | 28 de setembro de 2011 | 16 de maio de 2012  | 18 de novembro de 2012 | 7 de janeiro de 2013 | 7 de novembro de 2012 |
|           | 2         | 22        | 17 de outubro de 2012  | 17 de abril de 2013 | —                      | —                    | —                     |
|           | 3         | 13        | 15 de janeiro de 2014  | 14 de maio de 2014  | —                      | —                    | —                     |

## Episódios

### 1ª Temporada: 2011—2012
A primeira temporada estreou nos EUA em 28 de setembro de 2011 e terminou no dia 16 de maio de 2012 ao fim de vinte e dois episódios. A produção fala sobre a vida de George Altman (Jeremy Sisto) e sua filha Tessa (Jane Levy), que se mudam para um pacato subúrbio onde convivem com uma população conservadora com hábitos e cultura diferentes. Ainda têm que suportar os vizinhos: Noah Werner (Alan Tudyk), Dallas Royce (Cheryl Hines), Dalia Oprah (Carly Chaikin) e Sheila Shay (Ana Gasteyer).
A temporada foi assistida por uma média de 7.25 milhões de domicílios e posicionou-se no número setenta e um entre as outras séries que foram exibidas na temporada televisa norte-americana de 2011-2012. O episódio piloto foi visto por 9.81 milhões de telespectadores, e o último por 5.42 milhões de telespectadores.
| # S | # T | Título                  | Diretor(es)         | Roteirista(s)                  | Estreia nos EUA         | Código de Prod. | Audiência nos EUA |
| --- | --- | ----------------------- | ------------------- | ------------------------------ | ----------------------- | --------------- | ----------------- |
| 1   | 1   | "Pilot"                 | Michael Fresco      | Emily Kapnek                   | 28 de setembro de 2011  | 276054          | 9.81              |
| 2   | 2   | "The Barbecue"          | Michael Fresco      | Bob Kushell                    | 5 de outubro de 2011    | 3X7103          | 9.11              |
| 3   | 3   | "The Chatterer"         | Michael Fresco      | Emily Kapnek                   | 12 de outubro de 2011   | 3X7102          | 8.92              |
| 4   | 4   | "Don't Call Me Shirley" | Ken Whittingham     | Patricia Breen                 | 19 de outubro de 2011   | 3X7104          | 8.82              |
| 5   | 5   | "Halloween"             | Adam Davidson       | Andrew Guest                   | 26 de outubro de 2011   | 3X7105          | 9.73              |
| 6   | 6   | "Charity Case"          | Ken Whittingham     | Adam Barr                      | 2 de novembro de 2011   | 3X7106          | 8.50              |
| 7   | 7   | "Sweet Sixteen"         | Adam Davidson       | Corinne Marshall               | 16 de novembro de 2011  | 3X7107          | 8.19              |
| 8   | 8   | "Thanksgiving"          | Alex Hardcastle     | Emily Kapnek                   | 23 de novembro de 2011  | 3X7108          | 8.35              |
| 9   | 9   | "The Nutcracker"        | Randy Zisk          | Patricia Breen                 | 7 de dezembro de 2011   | 3X7109          | 8.02              |
| 10  | 10  | "Driving Miss Dalia"    | Ken Whittingham     | Brian Chamberlayne             | 4 de janeiro de 2012    | 3X7110          | 8.75              |
| 11  | 11  | "Out in the Burbs"      | Elliot Hegarty      | Bob Kushell                    | 11 de janeiro de 2012   | 3X7111          | 8.75              |
| 12  | 12  | "The Casino Trip"       | Ken Whittingham     | Andrew Guest                   | 18 de janeiro de 2012   | 3X7112          | 7.05              |
| 13  | 13  | "Sex and the Suburbs"   | Julie Anne Robinson | Adam Barr                      | 8 de fevereiro de 2012  | 3X7113          | 7.27              |
| 14  | 14  | "The Body"              | Phil Traill         | Patricia Breen                 | 15 de fevereiro de 2012 | 3X7114          | 6.92              |
| 15  | 15  | "Fire with Fire"        | Alex Hardcastle     | Emily Kapnek                   | 22 de fevereiro de 2012 | 3X7115          | 6.76              |
| 16  | 16  | "Poetic Injustice"      | Elliot Hegarty      | Andrew Guest                   | 29 de fevereiro de 2012 | 3X7116          | 6.85              |
| 17  | 17  | "Independence Day"      | Ken Whittingham     | Emily Cutler                   | 14 de março de 2012     | 3X7117          | 6.21              |
| 18  | 18  | "Down Time"             | Alex Hardcastle     | Brian Chamberlayne             | 11 de abril de 2012     | 3X7118          | 6.04              |
| 19  | 19  | "Entering Eden"         | Gail Mancuso        | Patricia Breen                 | 18 de abril de 2012     | 3X7119          | 5.69              |
| 20  | 20  | "Hear No Evil"          | Peter Lauer         | Andrew Guest                   | 2 de maio de 2012       | 3X7120          | 5.79              |
| 21  | 21  | "The Great Compromise"  | Randy Zisk          | Charlie Carlisle & Aimee Jones | 9 de maio de 2012       | 3X7121          | 5.94              |
| 22  | 22  | "The Motherload"        | Ken Whittingham     | Emily Kapnek                   | 16 de maio de 2012      | 3X7122          | 5.42              |

### 2ª Temporada: 2012—2013
Em 10 de maio de 2012, ABC renovou a série para a segunda temporada, cujo primeiro episódio seria em 17 de outubro de 2012 simultaneamente à Modern Family. A conclusão ocorreu em 17 de abril de 2013 com vinte e dois episódios.
A temporada foi assistida por uma média de 6.63 milhões de domicílios e posicionou-se no número sessenta e oito entre as outras séries que foram exibidas na temporada televisa norte-americana de 2012-2013. O primeiro episódio foi visto por 7.54 milhões de telespectadores, e o último por 5.45 milhões de telespectadores.
| # S | # T | Título                       | Diretor(es)          | Roteirista(s)                  | Estreia nos EUA         | Código de Prod. | Audiência nos EUA |
| --- | --- | ---------------------------- | -------------------- | ------------------------------ | ----------------------- | --------------- | ----------------- |
| 23  | 1   | "Homecoming"                 | Ken Whittingham      | Emily Kapnek                   | 17 de outubro de 2012   | 3X7751          | 7.54              |
| 24  | 2   | "The Witch of East Chatswin" | Victor Nelli         | Annie Weisman                  | 24 de outubro de 2012   | 3X7752          | 7.37              |
| 25  | 3   | "Ryan's Song"                | Alex Hardcastle      | Andrew Guest                   | 31 de outubro de 2012   | 3X7753          | 6.32              |
| 26  | 4   | "Foam Finger"                | Alex Hardcastle      | Brian Rubenstein               | 7 de novembro de 2012   | 3X7754          | 7.55              |
| 27  | 5   | "The Wishbone"               | Uta Briesewitz       | Brian Chamberlayne             | 14 de novembro de 2012  | 3X7755          | 7.07              |
| 28  | 6   | "Friendship Fish"            | Phil Traill          | Drew Hancock                   | 28 de novembro de 2012  | 3X7756          | 6.73              |
| 29  | 7   | "Krampus"                    | Julie Anne Robinson  | Emily Kapnek                   | 5 de dezembro de 2012   | 3X7757          | 6.09              |
| 30  | 8   | "Black Thai"                 | Alex Hardcastle      | Patricia Breen                 | 9 de janeiro de 2013    | 3X7758          | 6.84              |
| 31  | 9   | "Junior Secretary's Day"     | Elliot Hegarty       | Matt Ward                      | 16 de janeiro de 2013   | 3X7759          | 6.06              |
| 32  | 10  | "Chinese Chicken"            | Alex Hardcastle      | Andrew Guest                   | 30 de janeiro de 2013   | 3X7760          | 6.09              |
| 33  | 11  | "Yakult Leader"              | Alex Hardcastle      | Matt Ward                      | 30 de janeiro de 2013   | 3X7761          | 4.73              |
| 34  | 12  | "Body Talk"                  | Michael Patrick Jann | Brian Rubenstein               | 6 de fevereiro de 2013  | 3X7762          | 5.73              |
| 35  | 13  | "Blowtox and Burlap"         | Julie Anne Robinson  | Anne Weisman                   | 13 de fevereiro de 2013 | 3X7763          | 5.91              |
| 36  | 14  | "T-Ball & Sympathy"          | Phil Traill          | Patricia Breen                 | 20 de fevereiro de 2013 | 3X7764          | 5.74              |
| 37  | 15  | "Leaving Chatswin"           | Elliot Hegarty       | Drew Hancock                   | 27 de fevereiro de 2013 | 3X7765          | 6.12              |
| 38  | 16  | "How to Be a Baby"           | Victor Nelli         | Brian Chamberlayne             | 6 de março de 2013      | 3X7766          | 4.60              |
| 39  | 17  | "Eat, Pray, Eat"             | Elliot Hegarty       | Charlie Carlisle & Aimee Jones | 20 de março de 2013     | 3X7767          | 4.19              |
| 40  | 18  | "Brown Trembler"             | Phil Traill          | Patricia Breen                 | 27 de março de 2013     | 3X7768          | 5.33              |
| 41  | 19  | "Decemberfold"               | Linda Mendoza        | Andrew Guest                   | 3 de abril de 2013      | 3X7769          | 5.83              |
| 42  | 20  | "Go, Gamblers!"              | Alex Hardcastle      | Matt Ward                      | 10 de abril de 2013     | 3X7770          | 5.60              |
| 43  | 21  | "Apocalypse Meow"            | Ken Whittingham      | Annie Weisman                  | 17 de abril de 2013     | 3X7771          | 5.33              |
| 44  | 22  | "Stray Dogs"                 | Emily Kapnek         | Emily Kapnek                   | 17 de abril de 2013     | 3X7772          | 5.45              |

### 3ª Temporada: 2014
Em 10 de maio de 2013, a ABC confirmou a terceira temporada de Suburgatory, a qual se iniciou em 15 de janeiro de 2014.
| # S | # T | Título                          | Diretor(es)           | Roteirista(s)      | Estreia nos EUA         | Código de Prod. | Audiência nos EUA |
| --- | --- | ------------------------------- | --------------------- | ------------------ | ----------------------- | --------------- | ----------------- |
| 45  | 1   | "No Me Gusta, Mami"             | Ken Whittingham       | Emily Kapnek       | 15 de janeiro de 2014   | 4X5651          | 5.30              |
| 46  | 2   | "Victor Ha"                     | Amy Heckerling        | Andrew Guest       | 22 de janeiro de 2014   | 4X5652          | 5.91              |
| 47  | 3   | "Open Door Policy"              | Ken Whittingham       | Patricia Breen     | 29 de janeiro de 2014   | 4X5653          | 5.10              |
| 48  | 4   | "The Birds and the Biederman"   | Clare Scanlon         | Brian Rubenstein   | 5 de fevereiro de 2014  | 4X5654          | 6.09              |
| 49  | 5   | "Blame it on the Rainstick"     | Stuart McDonald       | Brian Chamberlayne | 26 de fevereiro de 2014 | 4X5656          | 5.22              |
| 50  | 6   | "About a Boy-Yoi-Yoing"         | Rodman Flender        | Annie Weisman      | 5 de março de 2014      | 4X5655          | 5.72              |
| 51  | 7   | "I'm Just Not That Into Me"     | Claire Scanlon        | Andrew Guest       | 12 de março de 2014     | 4X5657          | 5.39              |
| 52  | 8   | "Catch and Release"             | Robert Duncan McNeill | Patricia Breen     | 26 de março de 2014     | 4X5658          | 5.24              |
| 53  | 9   | "The Ballad of Piggy Duckworth" | Stuart McDonald       | Brian Chamberlayne | 2 de abril de 2014      | 4X5659          | 5.37              |
| 54  | 10  | "No, You Can’t Sit with Us"     | Silver Tree           | Annie Weisman      | 23 de abril de 2014     | 4X5660          | 5.46              |
| 55  | 11  | "Dalia Nicole Smith"            | Tricia Brock          | Brian Rubenstein   | 30 de abril de 2014     | 4X5661          | 5.51              |
| 56  | 12  | "Les Lucioles"                  | Clare Scanlon         | Brian Rubenstein   | 7 de maio de 2014       | 4X5662          | 4.99              |
| 57  | 13  | "Stiiiiiiill Horny"             | Julie Anne Robinson   | Andrew Guest       | 14 de maio de 2014      | 4X5663          | 5.23              |